# Washingtonia (Gattung)
Washingtonia ist eine Pflanzengattung innerhalb der Familie der Palmengewächse (Arecaceae). Die nur zwei Arten kommen nur von den westlichen USA bis ins nordwestliche Mexiko vor. Sie werden auch als Petticoat-Palmen, Priesterpalmen oder Washingtonpalmen bezeichnet. Die beiden Arten werden in den trockenen Subtropen häufig als Zierpflanzen verwendet.

## Beschreibung

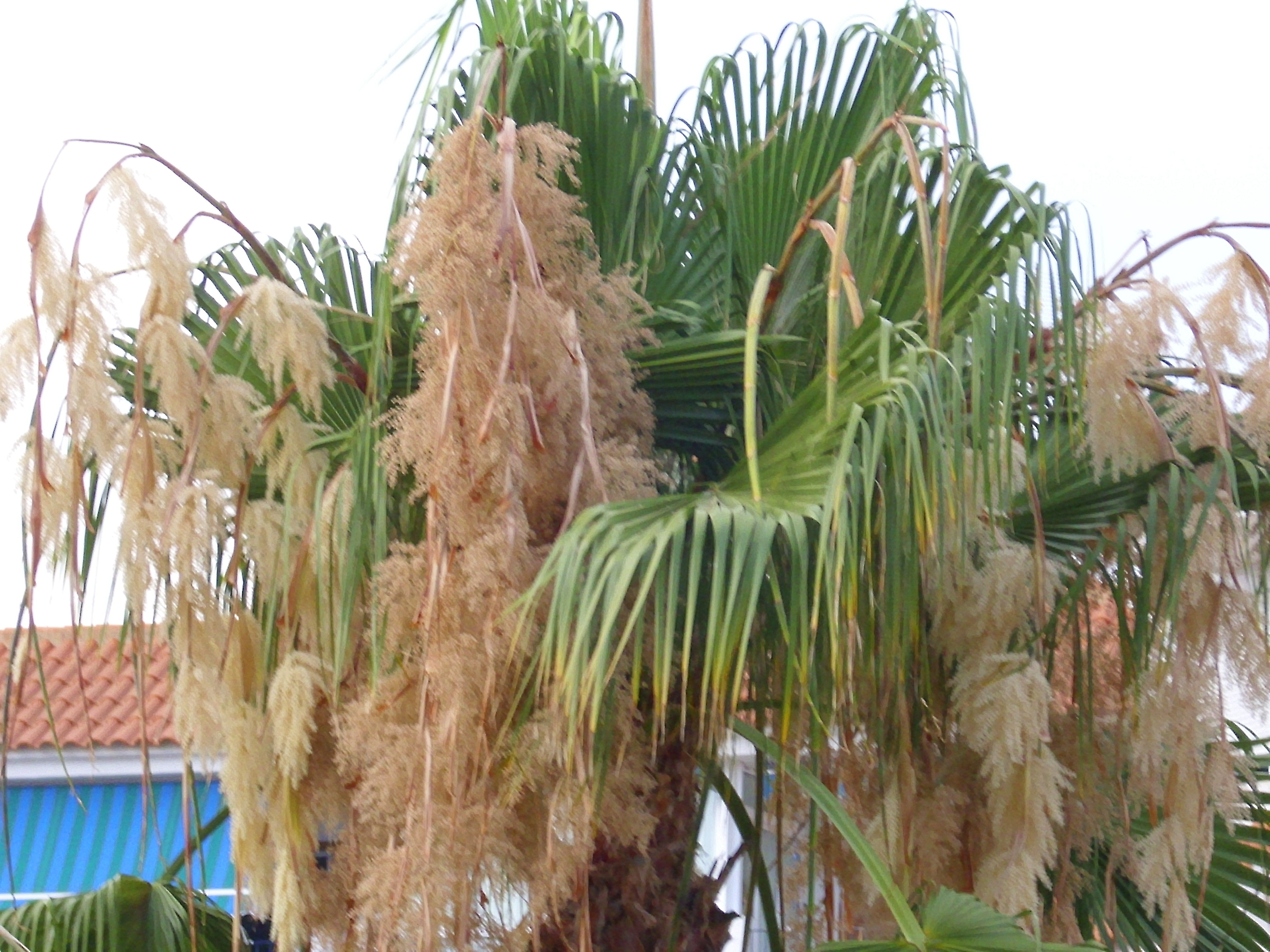
Blühendes Exemplar von Washingtonia filifera

### Erscheinungsbild
Die Washingtonia-Arten sind auffällige, solitäre baumförmige Fächerpalmen. Der Stamm ist aufrecht und meist teilweise oder vollständig mit den verbleibenden trockenen Blättern bedeckt. Der Stamm ist dicht mit ringförmigen Blattnarben besetzt. 

### Blätter
Die Blätter sind fächerförmig (costapalmat), induplicat gefaltet und verbleiben nach dem Absterben an der Pflanze (Marzeszenz). Die Blattscheide hat eine auffällige abaxiale Spalte unterhalb des Blattstiels. Die Ränder zerfallen in ein dunkelbraunes faseriges Netzwerk. Der Blattstiel ist lang, an der Oberseite abgeflacht bis leicht konkav, an der Unterseite abgerundet, die Ränder sind mit gebogenen Zähnen bewehrt. Zum distalen Ende hin werden die Zähne kleiner und stehen entfernter. Die Hastula auf der Unterseite ist groß, häutig, dreieckig mit unregelmäßigem Rand, die Hastula auf der Unterseite ist eine niedrige Erhebung, die bei Washingtonia robusta durch dichte Behaarung verdeckt ist. 
Die Blattspreite ist ungefähr zu einem Drittel unregelmäßig in Segmente geteilt. Die Segmente sind einfach gefaltet, linealisch, an der Spitze bifid (zweiteilig), und im Alter hängend. Die Fäden zwischen den Falten sind auffällig. Die Mittelrippen stehen an der Unterseite deutlich hervor.

### Blütenstände
Washingtonia-Arten sind mehrmals blühend. Die Blütenstände stehen zwischen den Blättern (interfoliar), sind aufsteigend, gebogen, schlank und dreifach (bis vierfach) verzweigt. Sie sind gleich lang wie oder häufig länger als die Blätter. Der Blütenstandsstiel ist kurz. Das Vorblatt ist röhrig, mit dicht anliegender Scheide, zweikielig, und an der Spitze unregelmäßig zerrissen. Am Blütenstandsstiel gibt es ein Hochblatt, dieses ähnelt dem Vorblatt, ist aber einkielig. Die Blütenstandsachse ist viel länger als der Stiel. Die Hochblätter hier sind an der Basis röhrig, dann längs aufgerissen. Sie werden flach und schwertähnlich, dabei knorpelig. Die nachfolgenden Hochblätter sind klein oder fehlen ganz. Es gibt zahlreiche blütentragende Seitenachsen (Rachillae), die kurz, sehr schlank und kahl sind. 

### Blüten
Die Blüten sind zwittrig, stehen einzeln, länglich, stehen in spiraliger Anordnung und  sind kurz gestielt. Der Kelch ist röhrig mit drei unregelmäßigen, imbricaten Zipfeln; er verbleibt an der Frucht. Die Krone ist zu einem Drittel der Länge röhrig, die freien Zipfel sind valvat, schmal oval, zur Blütezeit zurückgebogen und dünn. Die sechs Staubblätter stehen am Mund der Kronröhre, die Filamente sind lange und verschmälern sich von einer fleischigen Basis aus. Die Antheren sind lange, medifix, biegsam und latrors. Das Gynoeceum  besteht aus drei Fruchtblättern, die basal frei sinn, in den langen, schlanken Griffeln verbunden. Die Samenanlage ist basal, aufrecht und möglicherweise anatrop.

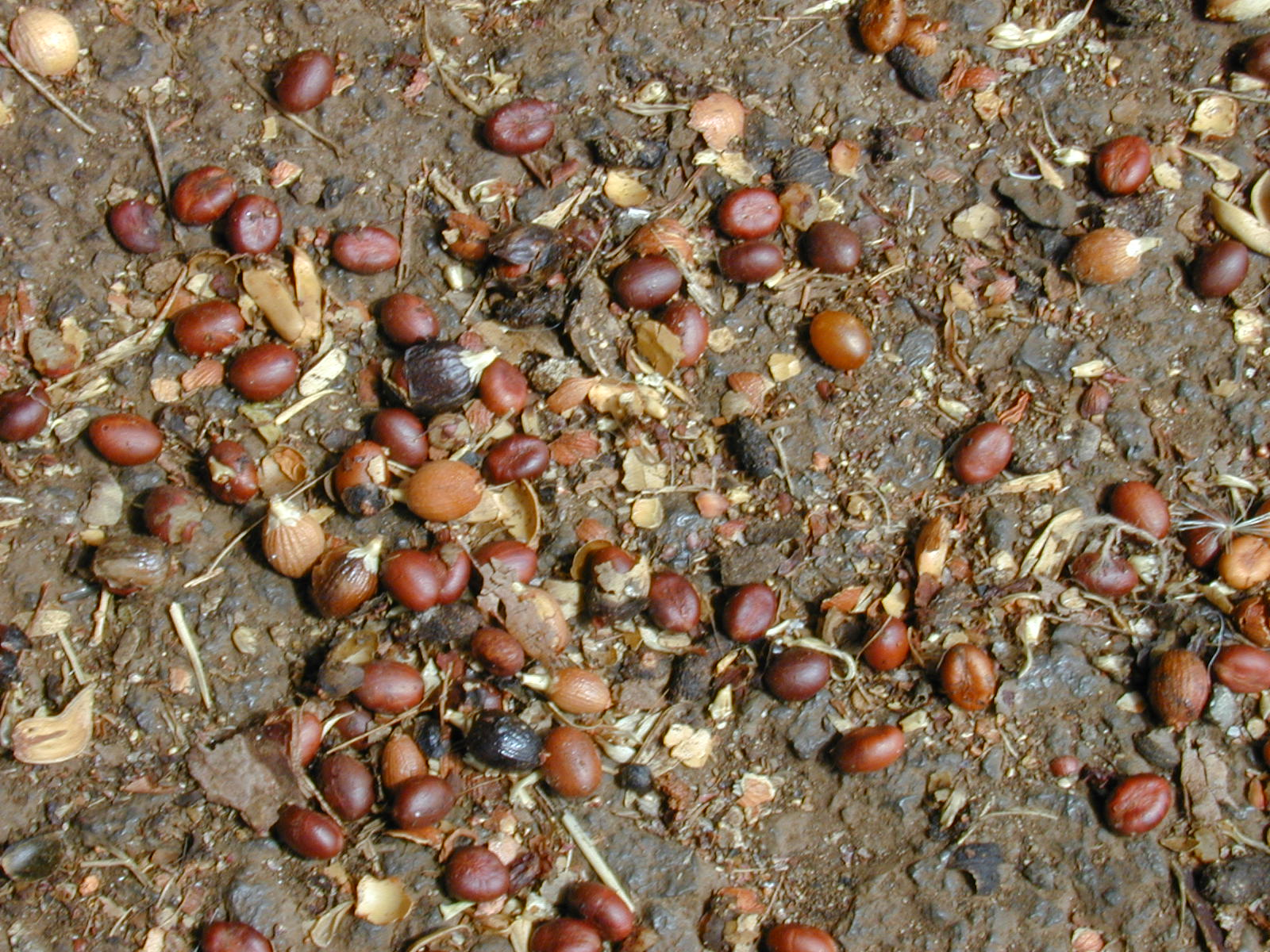
Früchte der Mexikanischen Washingtonpalme (Washingtonia robusta)

### Früchte und Samen
Die Früchte sind klein, breit ellipsoidisch bis kugelig und fallen häufig mit dem Fruchtstiel und der einseitig aufgerissenen Kelchröhre ab. Die Frucht ist schwärzlich, die Narbenreste und das nicht entwickelte Fruchtblatt stehen apikal. Das Exokarp ist glatt und dünn, das Mesokarp ist dünn, fleischig mit wenigen abgeflachten Längsfasern. Das Endokarp ist dünn, krustenartig, nicht mit dem Samen verbunden und innen glatt. 
Der Samen ist ellipsoidisch, etwas abgeflacht, mit einem basalen, exzentrischen Nabel (Hilum). Die Raphe zieht sich über zwei Drittel der glänzend rotbraunen Samenschale. Sie ist seitlich verzweigt. Das Endosperm ist homogen. Der Embryo sitzt basal.

### Chromosomensatz
Die Chromosomengrundzahl beträgt x = 18; es liegt Diploidie mit einer Chromosomenzahl 2n = 36 vor.

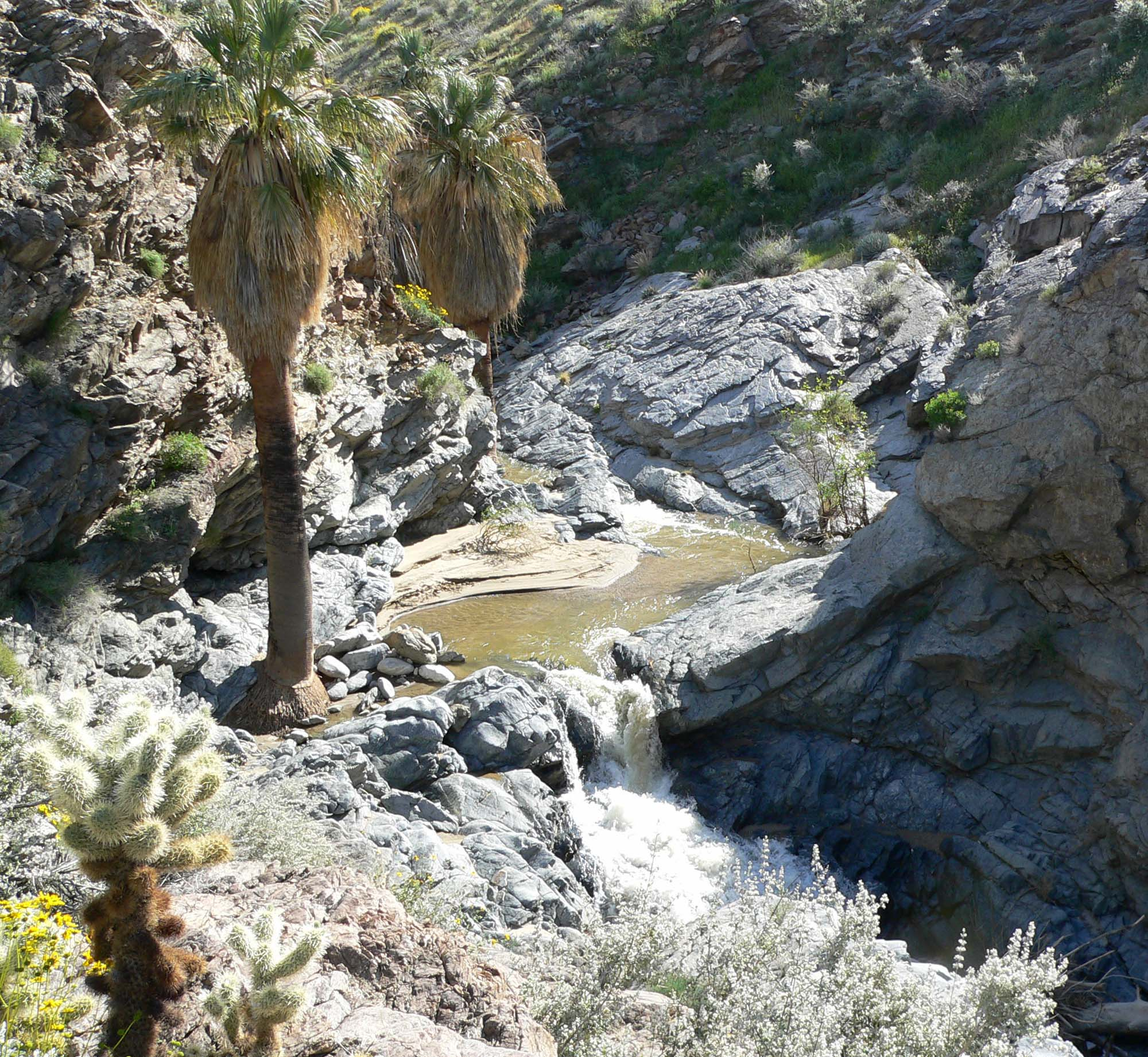
Washingtonia filifera im Palm Canyon, nahe Palm Springs (Kalifornien)

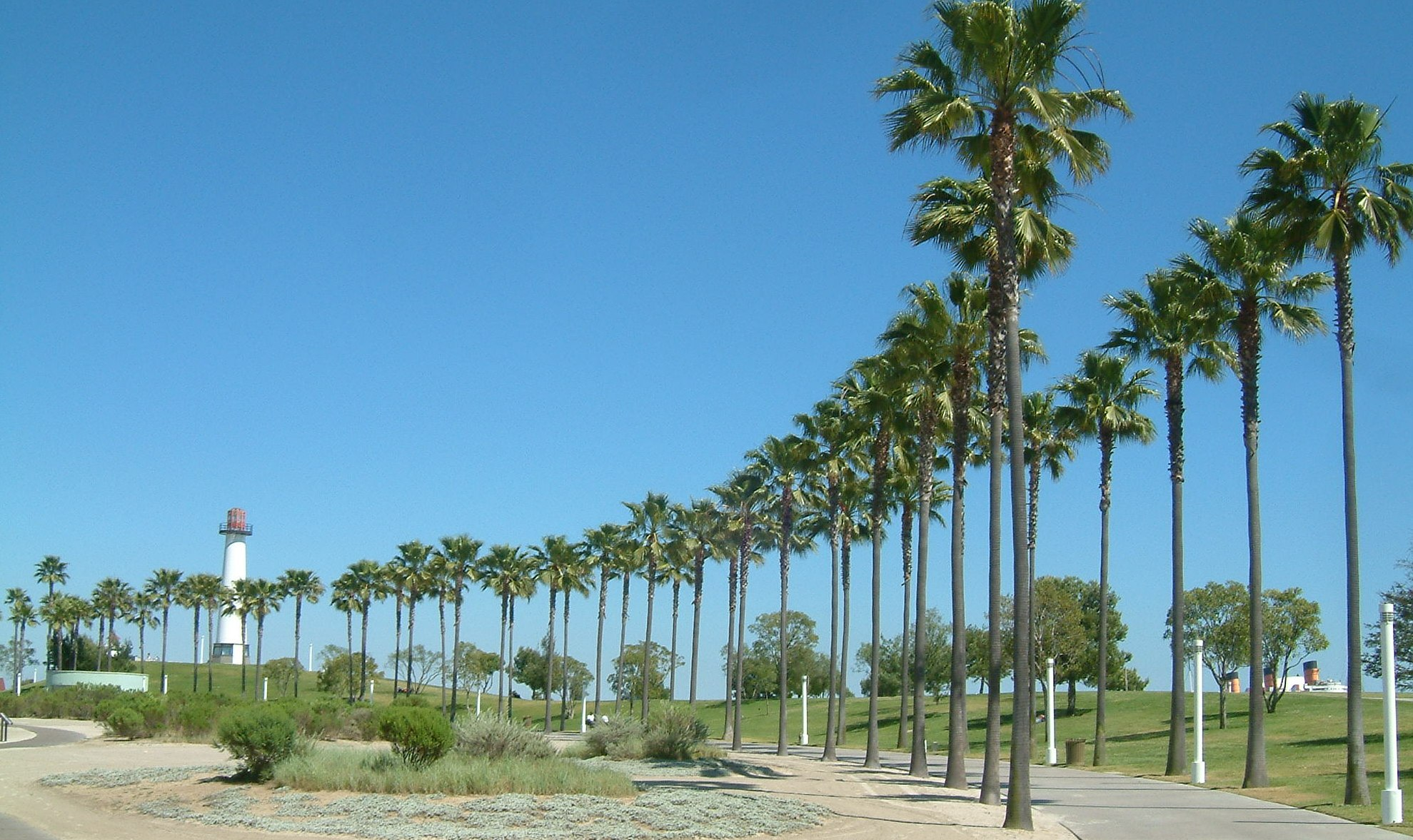
Allee der Mexikanischen Washingtonpalme (Washingtonia robusta) in Long Beach, Kalifornien

## Vorkommen
Die Heimat von Washingtonia sind die Wüstenoasen im Südwesten der USA und im Nordwesten Mexikos. Washingtonia filifera kommt im südöstlichen Kalifornien, westlichen Arizona und in Baja California vor; Washingtonia robusta in Baja California und Sonora. Sie sind Wüstenpalmen entlang der Flüsse und Canyons, aber auch bei Quellen in offener Landschaft. 

## Systematik
Die Gattung Washingtonia wurde 1879 durch Hermann Wendland in Botanische Zeitung (Berlin), Band 37, S. 68 aufgestellt. Typusart ist Washingtonia filifera (Linden ex André) H.Wendl. (Syn.: Pritchardia filifera Linden ex André). Der Gattungsname Washingtonia ehrt den ersten Präsidenten der Vereinigten Staaten, George Washington. Ein Synonym für Washingtonia H.Wendl. nom. cons. ist Neowashingtonia Sudw. nom. illeg.
Die Gattung Washingtonia gehört zur Tribus Trachycarpeae in der Unterfamilie Coryphoideae innerhalb der Familie Arecaceae. Innerhalb der Tribus kann sie jedoch keiner Subtribus zugeordnet werden. Die Monophylie der Gattung wurde Washingtonia noch nicht untersucht.
Bei den meisten Autoren werden nur zwei Arten anerkannt:
- Kalifornische Washingtonpalme (Washingtonia filifera (Rafarin) H.Wendl. ex de Bary)
- Mexikanische Washingtonpalme (Washingtonia robusta H.Wendl.)

Fossil ist diese Gattung nicht bekannt.

## Belege
- John Dransfield, Natalie W. Uhl, Conny B. Asmussen, William J. Baker, Madeline M. Harley, Carl E. Lewis: Genera Palmarum. The Evolution and Classification of Palms. Zweite Auflage, Royal Botanic Gardens, Kew 2008, ISBN 978-1-84246-182-2, S. 285–287.
- Scott Zona: Arecaceae. Flora of North America Editorial Committee (Hrsg.): Flora of North America North of Mexico, Volume 22: Magnoliophyta: Alismatidae, Arecidae, Commelinidae (in part), and Zingiberidae. Oxford University Press, New York u. a. 2000, ISBN 0-19-513729-9. Washingtonia H. Wendland. S. 105–106 - textgleich online wie gedrucktes Werk.